# Dionysia revoluta
Dionysia revoluta är en viveväxtart. Dionysia revoluta ingår i dionysosvivesläktet som ingår i familjen viveväxter.

## Underarter
Arten delas in i följande underarter:
- D. r. canescens
- D. r. revoluta

## Bilder

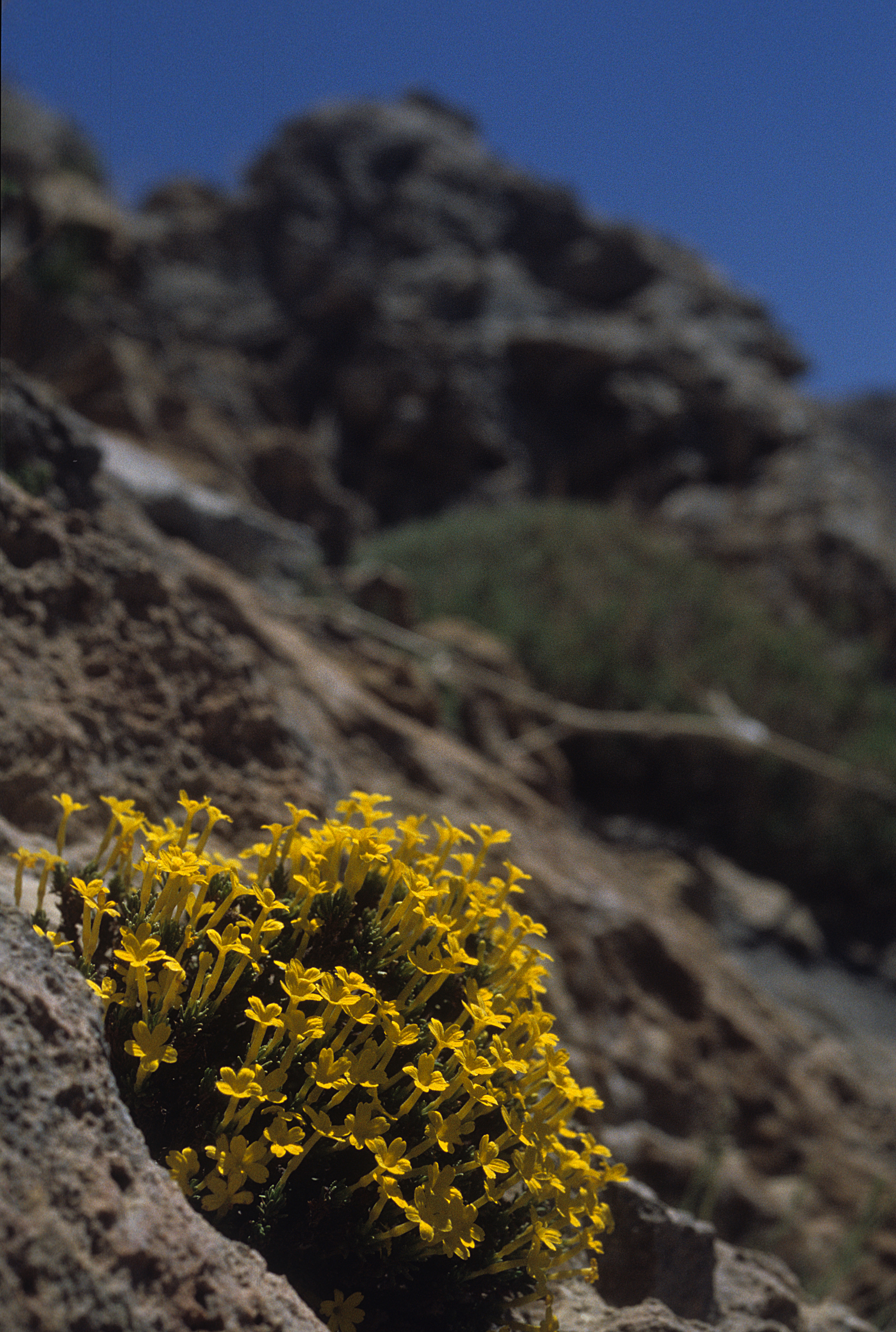
Vildväxande Dionysia revoluta.
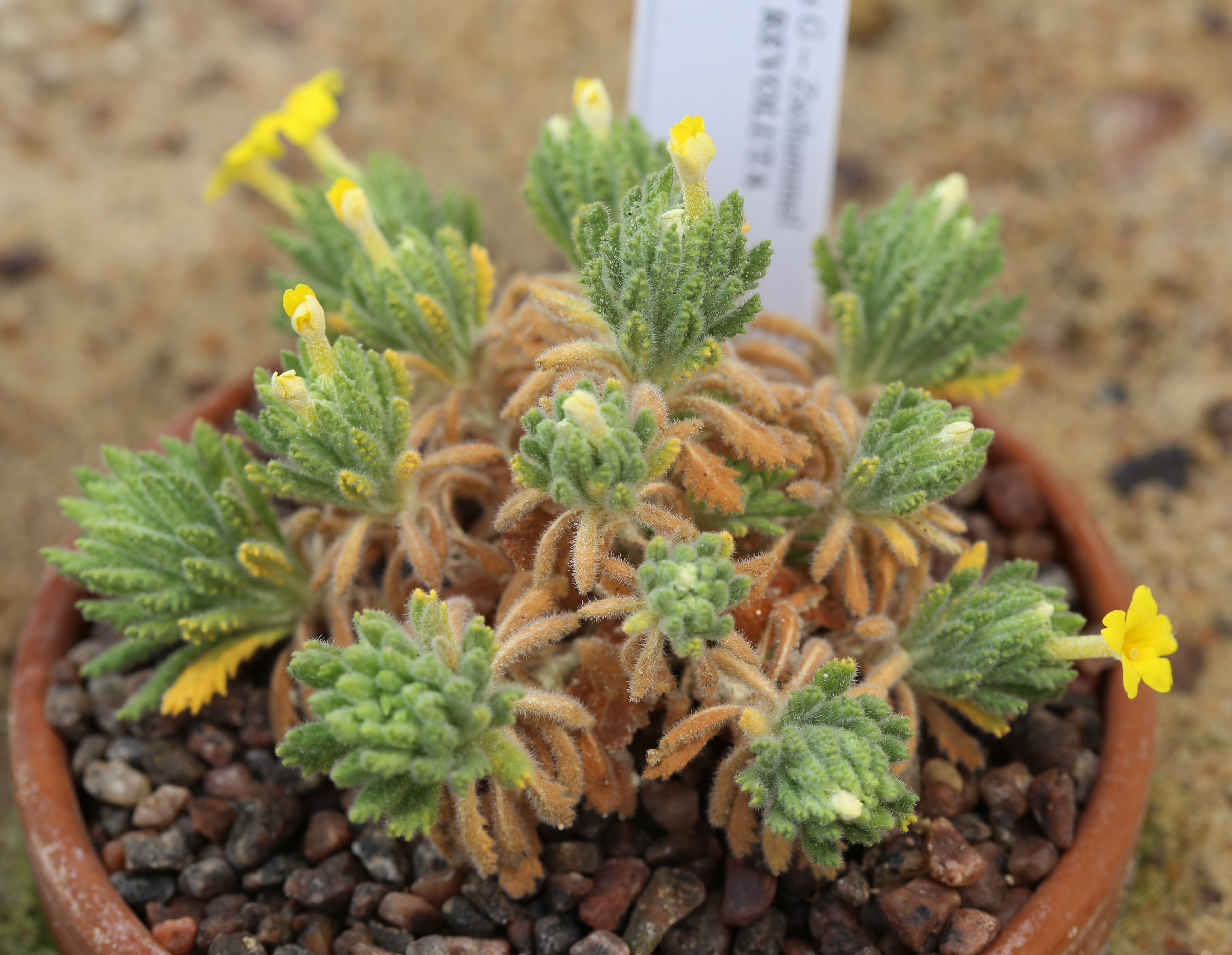
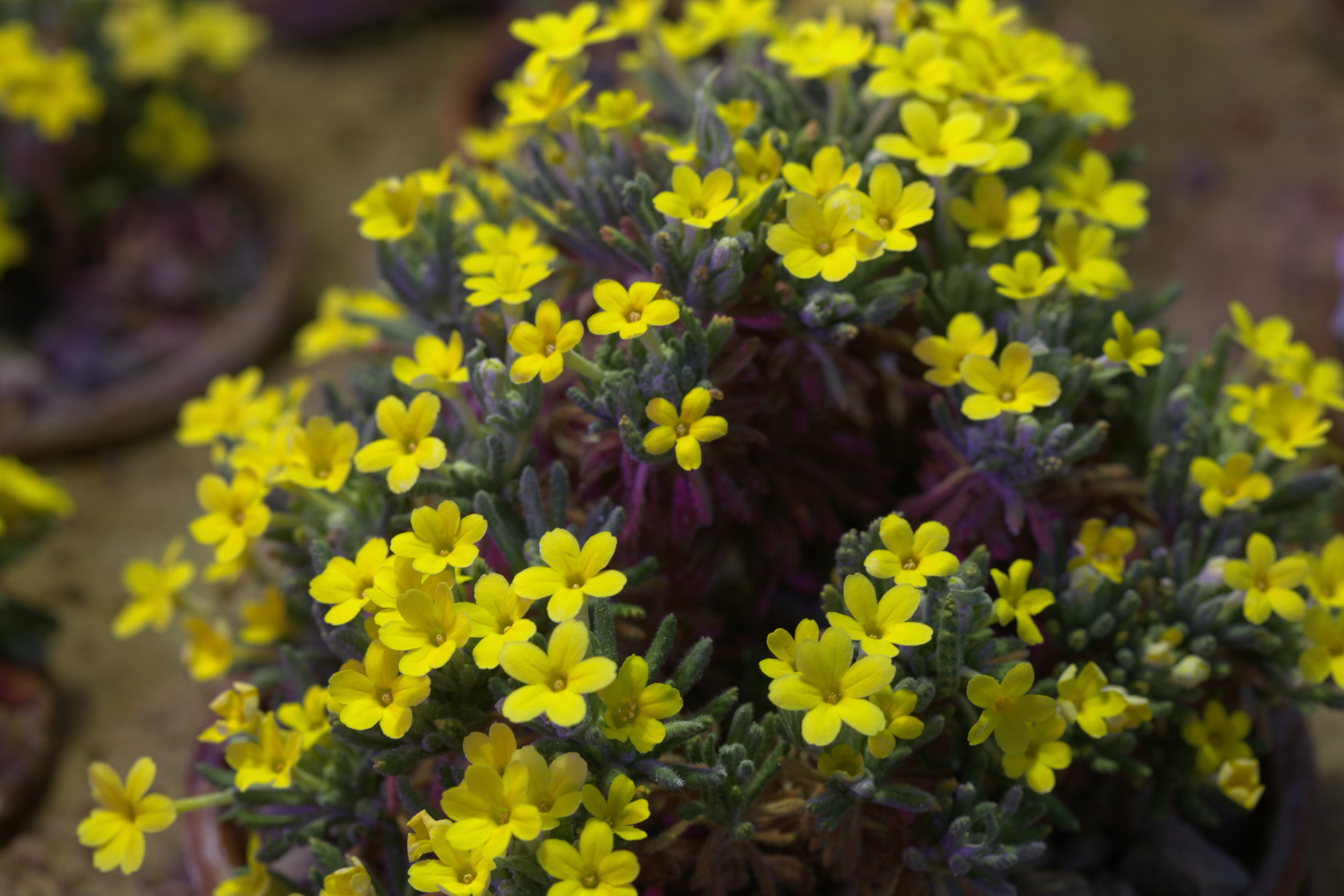